# Pediocactus simpsonii
Pediocactus simpsonii ist eine Pflanzenart der Gattung Pediocactus in der Familie der Kakteengewächse (Cactaceae). Das Artepitheton ehrt James Hervey Simpson (1813–1883). Englische Trivialnamen sind „Plains Cactus“ und „Mountains Cactus“.

## Beschreibung
Der kugelförmige, zylindrisch bis oval wachsende, gruppenbildende Pediocactus simpsonii erreicht Wuchshöhen von 4 bis 20 cm und Durchmesser von 3 bis 15 cm. Die trichterförmigen bis röhrenförmigen Blüten weisen eine Länge von 1 bis 3,5 cm und einen Durchmesser von 2 bis 2,5 cm auf; sie erscheinen kranzförmig um den Scheitel. Die Blütenhüllblätter sind rosa, weiß bis gelb.
Pediocactus simpsonii ist ein Vertreter der Sektion Pediocactus. Er ist die am weitesten verbreitete Art der Gattung. Diese Art ist bei trockenem Stand winterhart bis minus 30 °C, die wurzelechte Kultivierung in Europa ist möglich. In der Sammlung von K. Krätschmer (Odernheim, Deutschland) werden Exemplare ohne Schutz seit Jahren kultiviert.

## Verbreitung, Systematik und Gefährdung
Pediocactus simpsonii wächst in den Staaten Arizona, Nevada, Colorado, Idaho, Montana, New Mexico, Wyoming und Utah in unterschiedlichsten Bodenarten, in „Pinyon-Juniper-Wäldern“, im „Rocky Mountains Montane Forest“ und in „Sagebrush-Wüsten“ in Höhenlagen zwischen 1300 und 3100 Meter. Vergesellschaftet ist diese Art oft mit Sclerocactus parviflorus, Sclerocactus glaucus, Sclerocactus pubispinus, Sclerocactus wetlandicus verschiedenen Escobaria-, Echinocereus-, Opuntia-Arten und Yucca glauca.
Die Erstbeschreibung durch George Engelmann unter dem Namen Echinocactus simpsonii ist 1863 veröffentlicht worden. Die amerikanischen Botaniker Nathaniel Lord Britton und Joseph Nelson Rose stellten sie 1913 als Pediocactus simpsonii in die Gattung Pediocactus.
Nach Fritz Hochstätter werden folgende Unterarten unterschieden:
- Pediocactus simpsonii subsp. simpsonii
- Pediocactus simpsonii subsp. bensonii Hochstätter
- Pediocactus simpsonii subsp. idahoensis Hochstätter
- Pediocactus simpsonii subsp. robustior (J.M.Coult.) Hochstätter

In der Roten Liste gefährdeter Arten der IUCN wird die Art als „Least Concern (LC)“, d. h. als nicht gefährdet geführt.

## Bilder

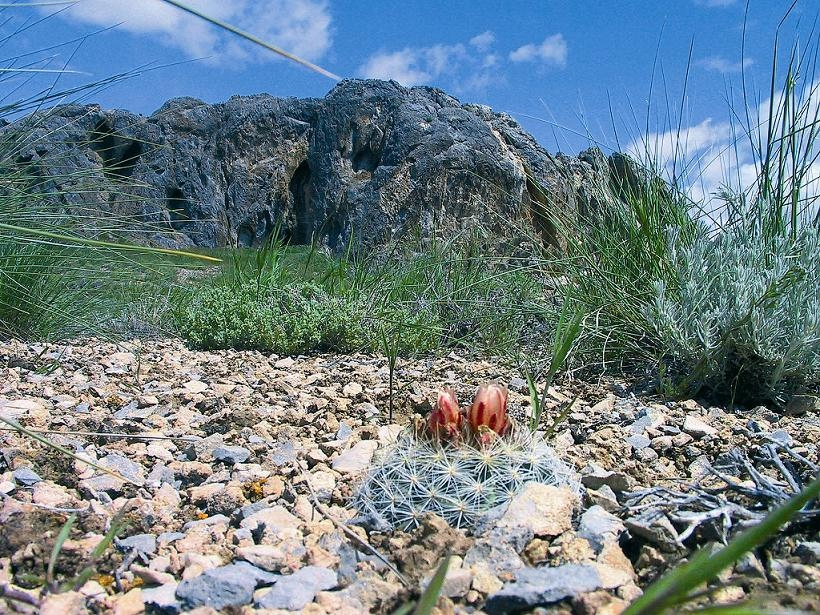
Hellrosa blühend in Nevada
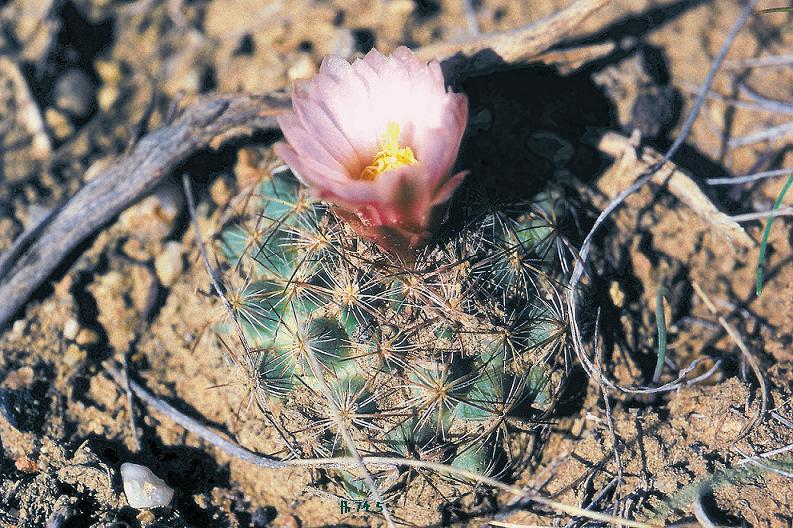
Jungpflanze mit Blüten in Wyoming
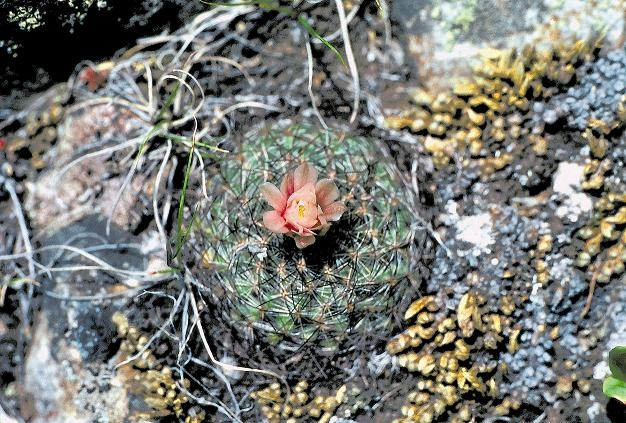
Jungpflanze mit Blüten in Colorado
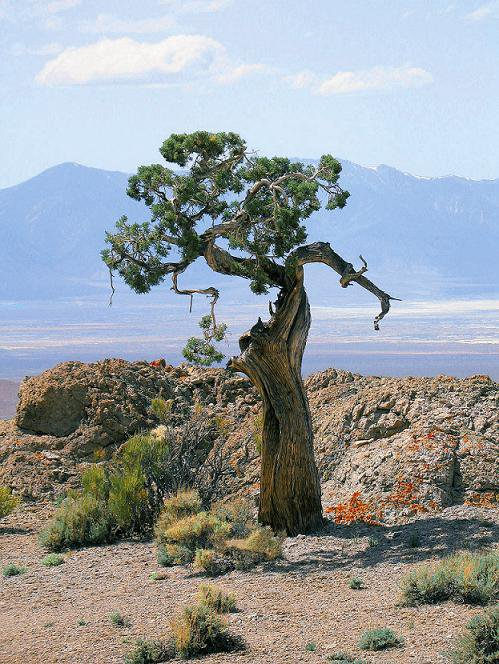
Naturstandort in Nevada in einer Höhenlage von 2300 m